# Giáo phận Công giáo tại Việt Nam

Bản đồ các giáo phận Công giáo Việt Nam

Giáo hội Công giáo tại Việt Nam hiện tại được tổ chức theo địa giới gồm có 3 giáo tỉnh là Hà Nội, Huế và Sài Gòn. Mỗi giáo tỉnh nêu trên lại được chia thành các giáo phận cùng một tổng giáo phận. Hiện nay, Việt Nam có tất cả 27 đơn vị giáo phận (gồm 3 tổng giáo phận và 24 giáo phận). Quản trị mỗi tổng giáo phận là một tổng giám mục (trong lịch sử, riêng hai vị ở Hà Nội và Thành phố Hồ Chí Minh có thể được giáo hoàng phong thêm tước hồng y), và quản trị mỗi giáo phận là một giám mục (hoặc giám quản nếu nơi này đang trống tòa). Các giáo phận có thể có duy nhất một giám mục phó và một số giam mục phụ tá đồng quản trị giáo phận dựa trên nhu cầu sinh hoạt tôn giáo trên địa bàn.
Hai Hạt Đại diện Tông Tòa (giáo phận tông tòa/địa phận) đầu tiên ở Việt Nam được thành lập vào năm 1659. Các giáo phận chính tòa được thành lập từ năm 1960. Tên của các giáo phận ở Việt Nam được đặt theo địa danh có tòa giám mục và nhà thờ chính tòa. Đến nay, giáo phận rộng lớn nhất là Hưng Hóa, trong khi giáo phận đông giáo dân nhất là Xuân Lộc; giáo phận nhỏ nhất là Bùi Chu, trong khi giáo phận ít giáo dân nhất là Lạng Sơn và Cao Bằng.

## Lịch sử

### Giai đoạn sơ khởi
Khâm định Việt sử Thông giám cương mục đề cập đến sự truyền bá đạo Công giáo vào Đại Việt năm 1533. Tiếp theo đó là những nỗ lực của một số cá nhân và nhóm truyền giáo khác. Các cộng đoàn tín hữu lâu bền hơn được thành lập từ khi các tu sĩ Dòng Tên tới truyền giáo tại Đàng Trong năm 1615 và tại Đàng Ngoài năm 1627. Để thuận lợi hơn trong vấn đề truyền giáo, ngày 3 tháng 11 năm 1534, Giáo hoàng Phaolô III ban Sắc chỉ Aequum Reputamus thiết lập Giáo phận Goa (Hạt Đại diện Tông tòa Goa) khởi từ mũi Hảo Vọng (Nam Phi) đến Nhật Bản, bao gồm quốc gia Đại Việt. Ngày 4 tháng 2 năm 1557, Giáo hoàng Phaolô IV ký Sắc chỉ Pro Exellenti Praeminentia thiết lập Giáo phận Malacca, bao gồm lãnh thổ Indonesia, Malaysia, Xiêm, Cam Bốt, Chàm, Đại Việt, Trung Hoa và Nhật Bản. Năm 1558, giáo sĩ Jorge da Santa Lucia, Dòng Đa Minh Bồ Đào Nha, được phong Giám mục tiên khởi Giáo phận Malacca. Đến ngày 23 tháng 1 năm 1576, Giáo hoàng Grêgôriô XIII ban Sắc chỉ Super Specula Militantis Ecclesiae, thành lập Giáo phận Macao, tách ra từ Giáo phận Malacca, gồm lãnh thổ Trung Hoa, Đại Việt và Nhật Bản.
Vào ngày 9 tháng 9 năm 1659, Giáo hoàng Alexanđê VII ra sắc chỉ Super Cathedram thiết lập hai Hạt Đại diện Tông tòa đầu tiên của Việt Nam trên cơ sở chia tách từ Giáo phận Macao. Giáo hoàng bổ nhiệm hai Giám mục: François Pallu hiệu tòa Heliopolis in Augustamnica và Pierre Lambert de la Motte hiệu tòa Berytus làm Giám mục tiên khởi cho hai Hạt Đại diện Tông tòa (cũng gọi là Địa phận hoặc Giáo phận Tông tòa) này với địa giới như sau: 
- Hạt Đại diện Tông tòa Đàng Ngoài: bao gồm Đàng Ngoài, Lào, cùng với 5 tỉnh Nam Trung Quốc Vân Nam, Quý Châu, Hồ Quảng (Hồ Nam và Hồ Bắc ngày nay), Tứ Xuyên và Quảng Tây, trao cho Giám mục Pallu.
- Hạt Đại diện Tông tòa Đàng Trong: bao gồm Đàng Trong, cùng với các tỉnh Đông Nam Trung Quốc Chiết Giang, Phúc Kiến, Quảng Đông, Giang Tây và đảo Hải Nam, trao cho Giám mục Lambert.

Ngoài ra, sắc chỉ cũng thiết lập Hạt Đại diện Tông tòa Nam Kinh còn gồm cả Bắc Kinh, Sơn Tây, Sơn Đông, Triều Tiên và Tartaria nhưng chưa chỉ định giám mục.
Trong năm 1668, tại Ayutthaya (kinh đô cũ của Thái Lan), Giám mục Lambert de la Motte truyền chức linh mục cho các thầy giảng Giuse Trang và Luca Bền thuộc Đàng Trong, cùng với Bênêđictô Hiền và Gioan Huệ thuộc Đàng Ngoài. Đây là 4 vị linh mục tiên khởi của Giáo hội Công giáo Việt Nam. Năm 1669, Giám mục Lambert de la Motte truyền chức thêm 7 linh mục Việt Nam nữa. Năm 1670, ông chuẩn y thành lập Dòng Mến Thánh Giá cho các nữ tu Việt Nam.
Năm 1678, Giám mục Pallu từ Thái Lan về Roma, đề nghị tấn phong Giám mục cho 6 linh mục trong số các linh mục tiên khởi. Tuy nhiên đề nghị này đã bị Tòa Thánh bác bỏ.
Năm 1679, Hạt Đại diện Tông tòa Đàng Ngoài tách rời thành hai địa phận mới, lấy sông Hồng làm ranh giới (cụ thể là trục sông Lô–sông Hồng–sông Đào–sông Đáy). Hai địa phận Đàng Ngoài mới, gồm 2 Giám mục, 7 linh mục thừa sai người Pháp, 3 linh mục Dòng Đa Minh Tây Ban Nha, một số linh mục Dòng Tên và Dòng Âu Tinh, 11 linh mục người Việt và hơn 200.000 tín hữu, là:
- Hạt Đại diện Tông tòa Đông Đàng Ngoài: từ tả ngạn sông Hồng đến vùng ven biển, trao cho Giám mục François Deydier Phan.
- Hạt Đại diện Tông tòa Tây Đàng Ngoài: từ hữu ngạn sông Hồng đến biên giới Ai Lao, đặt dưới sự cai quản của Giám mục Jacques de Bourges Gia.

Năm 1693, Giám mục Deydier qua đời, Giám mục Bourges kiêm nhiệm Địa phận Đông Đàng Ngoài. Vì thiếu hụt thừa sai nên Địa phận Đông được bổ sung các nhà truyền giáo Dòng Đa Minh, Phan Sinh và Âu Tinh. Năm 1696, Giám mục Raimondo Lezzoli Cao được Tòa Thánh bổ nhiệm cai quản Địa phận Đông. Năm 1756, việc truyền giáo tại Đông Đàng Ngoài chính thức được giao cho Tỉnh Rất Thánh Mân Côi của Dòng Đa Minh, trụ sở tại Manila, Philippines.
Năm 1844, Giáo hoàng Grêgôriô XVI chia Hạt Đại diện Tông tòa Đàng Trong thành hai địa phận mới:
- Hạt Đại diện Tông tòa Đông Đàng Trong (từ Nam Quảng Bình đến Bình Thuận), do Giám mục Etienne-Théodore Cuénot Thể cai quản.
- Hạt Đại diện Tông tòa Tây Đàng Trong (Nam Kỳ lục tỉnh và Cao Miên), trao cho Giám mục Dominique Lefèbvre Ngãi cai quản.

Năm 1846, Hạt Đại diện Tông tòa Nam Đàng Ngoài – bao gồm Nghệ An, Hà Tĩnh và Bắc Quảng Bình tách từ Hạt Đại diện Tông tòa Tây Đàng Ngoài – được thành lập, do Giám mục Jean-Denis Gauthier Hậu coi sóc.
Năm 1848, Hạt Đại diện Tông tòa Trung Đàng Ngoài được thành lập, gồm phần lớn tỉnh Nam Định và Hưng Yên, tách từ Hạt Đại diện Tông tòa Đông Đàng Ngoài, giao cho Giám mục D. Martin Gia cai quản.
Năm 1850, Hạt Đại diện Tông tòa Bắc Đàng Trong được tách từ Hạt Đại diện Tông tòa Đông Đàng Trong, bao gồm Nam Quảng Bình, Quảng Trị và Thừa Thiên, do Giám mục Pellerin Phan cai quản. Cũng trong năm này, một địa phận mới được tách ra từ Tây Đàng Trong là Hạt Đại diện Tông tòa Cao Miên, Giám mục Jean-Claude Miche Mịch được chỉ định làm Đại diện Tông tòa.

### Hậu kỳ cận đại
Năm 1868, hai tỉnh Hà Tiên và Châu Đốc của Nam Kỳ lục tỉnh được sáp nhập vào Hạt Đại diện Tông tòa Cao Miên.
Năm 1883, Hạt Đại diện Tông tòa Bắc Đàng Ngoài được thành lập, tách rời từ Hạt Đại diện Tông tòa Đông Đàng ngoài, và bao gồm các tỉnh Bắc Ninh, Thái Nguyên, Lạng Sơn và Cao Bằng, trao cho Giám mục Colomer Lễ coi sóc.
Năm 1895, Hạt Đại diện Tông tòa Thượng Đàng Ngoài (Đoài), gồm các tỉnh Sơn Tây, Yên Bái, Hòa Bình và Lai Châu, được thành lập và được trao cho Giám mục Paul Marie Raymond Lộc.
Năm 1901, Hạt Đại diện Tông tòa Duyên hải Đàng Ngoài (Thanh) được thành lập gồm hai tỉnh Ninh Bình và Thanh Hóa, cùng với tỉnh Hủa Phăn của Lào (có tỉnh lỵ là Sầm Nưa), tách rời từ Hạt Đại diện Tông tòa Tây Đàng Ngoài và đặt dưới sự cai quản của Giám mục Alexandre Marcou Thành. Năm 1905, tỉnh Bình Thuận được chuyển đổi từ Hạt Đại diện Tông tòa Đông Đàng Trong sang Tây Đàng Trong.
Năm 1913, Hạt Phủ doãn Tông tòa Lạng Sơn và Cao Bằng được thành lập, tách từ Hạt Đại diện Tông tòa Bắc Đàng Ngoài, và được ủy thác cho các thừa sai Dòng Đa Minh Lyon đảm trách.
Ngày 3 tháng 12 năm 1924, lễ kính Thánh Xavier, theo thỉnh cầu của các giám mục địa phương, Toà Thánh ban sắc đổi tên các địa phận tông toà tại Đông Dương theo nơi cư sở của đấng bản quyền (đại diện tông toà):
- Các Địa phận Đông Đàng Ngoài, Bắc Đàng Ngoài, Trung Đàng Ngoài, Thượng du Đàng Ngoài, Tây Đàng Ngoài, Duyên hải Đàng Ngoài, và Nam Đàng Ngoài đổi tên thành các Địa phận Hải Phòng, Bắc Ninh, Bùi Chu, Hưng Hoá, Hà Nội, Phát Diệm, và Vinh.
- Các Địa phận Bắc Đàng Trong, Đông Đàng Trong, và Tây Đàng Trong nay gọi là các Địa phận Huế, Qui Nhơn, và Sài Gòn.
- Địa phận Campuchia đổi thành Địa phận Phnôm Pênh. Địa phận Xiêm đổi thành Địa phận Băng Cốc. Địa phận Lào và Hạt Phủ doãn Lạng Sơn–Cao Bằng giữ nguyên tên.

Năm 1932, Hạt Đại diện Tông tòa Thanh Hóa, gồm các tỉnh Thanh Hóa và Hủa Phăn, tách ra từ Hạt Đại diện Tông tòa Phát Diệm, được thiết lập và đặt dưới sự hướng dẫn của Giám mục Louis de Cooman Hành.
Năm 1932, Hạt Đại diện Tông tòa Kon Tum được thành lập, bao gồm 3 tỉnh Kontum, Darlac và Pleiku, tách ra từ Địa phận Qui Nhơn và đặt dưới sự hướng dẫn của Giám mục Jannin Phước.

#### Các Giám mục người Việt tiên khởi
Đầu thế kỷ 20, Tòa Thánh chủ trương bản địa hóa các hàng giáo phẩm ở ngoài châu Âu, trao quyền cho các giám mục bản địa. Bất chấp sự chống đối kịch liệt của chính quyền thực dân Pháp, chính sách này của Vatican trở thành hiện thực tại Việt Nam vào thập niên 1930. Cuối năm 1931, Phát Diệm được đồng thuận chọn làm địa phận đầu tiên sẽ được giám mục Việt Nam coi sóc. Ngày 11 tháng 6 năm 1933, tại Đền Thánh Phêrô ở Roma, Giáo hoàng Piô XI tấn phong vị Giám mục Việt Nam tiên khởi là Gioan Baotixita Nguyễn Bá Tòng, người đã được bổ nhiệm vào ngày 10 tháng 1. Ông là Giám mục phó với quyền kế vị Hạt Đại diện Tông tòa Phát Diệm. Năm 1935, Giám mục Marcou Thành từ chức, trao quyền Giám mục Địa phận Phát Diệm cho Giám mục Nguyễn Bá Tòng. Đây là địa phận đầu tiên được ủy thác cho hàng giáo sĩ Việt Nam.
Cũng năm 1935, Giám mục Đa Minh Hồ Ngọc Cẩn được tấn phong tại nhà thờ Phủ Cam (Huế), trở thành vị Giám mục thứ hai của Việt Nam. Ông là Giám mục phó với quyền kế vị Hạt Đại diện Tông tòa Bùi Chu. Ngày 17 tháng 6 năm 1936, Giám mục Hồ Ngọc Cẩn trở thành Giám mục Việt Nam tiên khởi của Địa phận Bùi Chu, khi kế vị Giám mục chính Pedro Muzagorri Trung vừa qua đời. Đây là địa phận thứ hai được ủy thác cho hàng giáo sĩ Việt Nam.
Cũng trong năm 1936, Hạt Đại diện Tông tòa Thái Bình được thiết lập, tách rời từ Hạt Đại diện Tông tòa Bùi Chu, bao gồm hai tỉnh Thái Bình, Hưng Yên. Tân địa phận đặt dưới sự cai quản của Giám mục Cassado Thuận.
Năm 1938, Hạt Đại diện Tông tòa Vĩnh Long được thành lập, gồm các tỉnh Bến Tre, Trà Vinh, và Vĩnh Long, trong đó có một phần tỉnh Đồng Tháp ngày nay, tách từ Hạt Đại diện Tông tòa Sài Gòn, và được trao cho Giám mục tân cử Phêrô Máctinô Ngô Đình Thục cai quản. Đây là địa phận thứ ba được ủy thác cho hàng giáo sĩ Việt Nam.
Năm 1939, Hạt Phủ doãn Tông tòa Lạng Sơn và Cao Bằng được Tòa Thánh nâng lên hàng Hạt Đại diện Tông tòa, do Giám mục Felix (Minh) quản nhiệm.
Năm 1940, thêm một vị Giám mục nữa được tấn phong là Giám mục Gioan Maria Phan Đình Phùng. Ông là Giám mục phó với quyền kế vị Hạt Đại diện Tông tòa Phát Diệm.
Năm 1945, linh mục Tađêô Lê Hữu Từ, khi đó đang là Bề trên Đan viện Xitô Châu Sơn (Nho Quan), được bổ nhiệm và trở thành vị Giám mục người Việt thứ năm.
Trong năm 1950, 3 Giám mục mới được bổ nhiệm là:
- Đa Minh Hoàng Văn Đoàn được tấn phong Giám mục tại Roma ngày 3 tháng 9 năm 1950, làm Giám mục Hạt Đại diện Tông tòa Bắc Ninh.
- Giuse Maria Trịnh Như Khuê được tấn phong Giám mục và đảm nhận Hạt Đại diện Tông tòa Hà Nội.
- Phêrô Maria Phạm Ngọc Chi được tấn phong Giám mục và đảm nhận Hạt Đại diện Tông tòa Bùi Chu.

Năm 1951, Hạt Đại diện Tông tòa Vinh trao cho tân Giám mục Gioan Baotixita Trần Hữu Đức.
Năm 1955, Hạt Đại diện Tông tòa Cần Thơ được thành lập, tách từ Hạt Đại diện Tông tòa Nam Vang và được giao cho tân Giám mục Phaolô Nguyễn Văn Bình.
Năm 1955, Linh mục Simon Hòa Nguyễn Văn Hiền được tấn phong Giám mục và đảm nhận Hạt Đại diện Tông tòa Sài Gòn, thay thế Giám mục Jean Cassaigne Sanh từ chức để đi làm tuyên úy Trại cùi Di Linh.
Năm 1957, Tòa Thánh cắt hai tỉnh Khánh Hòa và Ninh Thuận (thuộc địa phận Qui Nhơn) và hai tỉnh Bình Thuận và Bình Tuy (thuộc địa phận Sài Gòn) để thiết lập Hạt Đại diện Tông tòa Nha Trang và trao cho Giám mục Piquet Lợi coi sóc.

### Hàng Giáo phẩm Việt Nam
Năm 1960, với Tông hiến Venerabilium Nostrorum ("Chư huynh đáng kính"), Giáo hoàng Gioan XXIII thành lập Hàng Giáo phẩm Việt Nam, tất cả các Hạt Đại diện Tông tòa (còn gọi là Giáo phận Tông tòa) được nâng lên thành các Giáo phận (Chính tòa) và Tổng giáo phận, đồng thời nhóm vào ba Giáo tỉnh Hà Nội, Giáo tỉnh Huế và Giáo tỉnh Sài Gòn. Ba giáo phận mới là Đà Lạt, Mỹ Tho, và Long Xuyên cũng được thành lập.
Năm 1963, Giáo phận Đà Nẵng được thành lập, địa giới gồm có thị xã Đà Nẵng và hai tỉnh Quảng Nam, Quảng Tín. Năm 1965, Tổng giáo phận Sài Gòn được chia tách để thành lập hai giáo phận mới là Phú Cường và Xuân Lộc. Năm 1967, Giáo phận Ban Mê Thuột được thành lập. Năm 1975, Giáo phận Phan Thiết được thành lập với địa giới là hai tỉnh Bình Thuận và Bình Tuy, tách ra từ Giáo phận Nha Trang.
Ngày 5 tháng 12 năm 2005, Giáo phận Bà Rịa được tách ra từ giáo phận Xuân Lộc với Tự sắc Ad Aptius Consulendum do Giáo hoàng Biển Đức XVI ban hành ngày 22 tháng 11 cùng năm. Vào tháng 5 năm 2006, Tổng giáo phận Huế chính thức chuyển giao khu vực Nam Quảng Bình (phía Nam sông Gianh – sông Son) cho Giáo phận Vinh.
Trong cuộc họp thường niên lần I năm 2013 của Hội đồng Giám mục Việt Nam, các Giám mục đã thảo luận về việc chia tách và thành lập một số giáo phận mới trong tương lai, đó là Hà Tuyên (tương ứng hai tỉnh Hà Giang và Tuyên Quang, tách từ 3 giáo phận Bắc Ninh, Hưng Hóa và Lạng Sơn), Hà Tĩnh (tương ứng hai tỉnh Hà Tĩnh và Quảng Bình, tách từ giáo phận Vinh) và Pleiku (tương ứng tỉnh Gia Lai, tách từ giáo phận Kontum). Tháng 9 năm 2015, cuộc họp Hội đồng Giám mục thường niên lần II đã đồng ý dự án thành lập Giáo phận Lào Cai, tách từ Giáo phận Hưng Hóa.
Năm 2018, Tân Giáo phận Hà Tĩnh được thiết lập trên cơ sở tách từ Giáo phận Vinh, Giám mục tiên khởi là Phaolô Nguyễn Thái Hợp.

## Bảng thống kê
| STT | Giáo phận                      | Thành lập | Giám mục quản nhiệm                              | Nhà thờ chính tòa                                  | Lễ bổn mạng                        |
| --- | ------------------------------ | --------- | ------------------------------------------------ | -------------------------------------------------- | ---------------------------------- |
| 1   | Tổng giáo phận Hà Nội          | 1659 1960 | Giuse Vũ Văn Thiên Giuse Vũ Công Viện            | Nhà thờ chính tòa Thánh Giuse                      | Thánh Giuse                        |
| 2   | Giáo phận Bắc Ninh             | 1883      | Giuse Đỗ Quang Khang                             | Nhà thờ chính tòa Nữ vương Rất thánh Mân Côi       | Đức Mẹ Mân Côi                     |
| 3   | Giáo phận Bùi Chu              | 1848      | Tôma Aquinô Vũ Đình Hiệu                         | Nhà thờ chính tòa Nữ vương Rất thánh Mân Côi       | Đức Mẹ Vô nhiễm nguyên tội         |
| 4   | Giáo phận Hà Tĩnh              | 2018      | Louis Nguyễn Anh Tuấn                            | Nhà thờ chính tòa Tổng lãnh thiên thần Micae       | Đức Maria Mẹ Thiên Chúa            |
| 5   | Giáo phận Hải Phòng            | 1679      | Vinh Sơn Nguyễn Văn Bản                          | Nhà thờ chính tòa Nữ vương Rất thánh Mân Côi       | Đức Mẹ Mân Côi                     |
| 6   | Giáo phận Hưng Hóa             | 1895      | Đa Minh Hoàng Minh Tiến                          | Nhà thờ chính tòa Thánh Têrêsa Hài Đồng            | Đức Mẹ Vô nhiễm nguyên tội         |
| 7   | Giáo phận Lạng Sơn và Cao Bằng | 1939      | Giuse Châu Ngọc Tri                              | Nhà thờ chính tòa Thánh Đa Minh                    | Thánh Đa Minh                      |
| 8   | Giáo phận Phát Diệm            | 1901      | Phêrô Kiều Công Tùng                             | Nhà thờ chính tòa Nữ Vương Rất Thánh Mân Côi       | Thánh Phêrô và Phaolô Tông đồ      |
| 9   | Giáo phận Thái Bình            | 1936      | Đa Minh Đặng Văn Cầu                             | Nhà thờ chính tòa Thánh Tâm Chúa Giêsu             | Thánh Tâm Chúa Giêsu               |
| 10  | Giáo phận Thanh Hóa            | 1932      | Giuse Nguyễn Đức Cường                           | Nhà thờ chính tòa Đức Mẹ Vô Nhiễm Nguyên Tội       | Thánh Giuse                        |
| 11  | Giáo phận Vinh                 | 1846      | Anphong Nguyễn Hữu Long Phêrô Nguyễn Văn Viên    | Nhà thờ chính tòa Đức Mẹ Lên Trời                  | Đức Mẹ hồn xác lên Trời            |
| 12  | Tổng Giáo phận Huế             | 1850 1960 | Giuse Đặng Đức Ngân                              | Nhà thờ chính tòa Trái tim Cực sạch Đức Mẹ         | Đức Mẹ La Vang                     |
| 13  | Giáo phận Ban Mê Thuột         | 1967      | Gioan Baotixita Nguyễn Huy Bắc                   | Nhà thờ chính tòa Thánh Tâm Chúa Giêsu             | Thánh Giuse                        |
| 14  | Giáo phận Đà Nẵng              | 1963      | Trống tòa Giám quản tông tòa Giuse Đặng Đức Ngân | Nhà thờ chính tòa Thánh Tâm Chúa Giêsu             | Thánh Tâm Chúa Giêsu               |
| 15  | Giáo phận Kon Tum              | 1932      | Aloisiô Nguyễn Hùng Vị                           | Nhà thờ chính tòa Đức Mẹ Vô Nhiễm Nguyên Tội       | Thánh Stêphanô Théodore Cuénot Thể |
| 16  | Giáo phận Nha Trang            | 1957      | Giuse Huỳnh Văn Sỹ                               | Nhà thờ chính tòa Chúa Kitô Vua                    | Đức Mẹ Vô nhiễm nguyên tội         |
| 17  | Giáo phận Qui Nhơn             | 1659      | Mátthêu Nguyễn Văn Khôi                          | Nhà thờ chính tòa Đức Mẹ Lên Trời                  | Thánh Giuse                        |
| 18  | Tổng Giáo phận TP.HCM          | 1844 1960 | Giuse Nguyễn Năng Giuse Bùi Công Trác            | Nhà thờ chính tòa Đức Mẹ Vô Nhiễm Nguyên Tội       | Đức Mẹ Vô nhiễm nguyên tội         |
| 19  | Giáo phận Bà Rịa               | 2005      | Emmanuel Nguyễn Hồng Sơn                         | Nhà thờ chính tòa Thánh Giacôbê và Thánh Philípphê | Đức Maria Mẹ Thiên Chúa            |
| 20  | Giáo phận Cần Thơ              | 1955      | Phêrô Lê Tấn Lợi                                 | Nhà thờ chính tòa Thánh Tâm Chúa Giêsu             | Thánh Tâm Chúa Giêsu               |
| 21  | Giáo phận Đà Lạt               | 1960      | Đa Minh Nguyễn Văn Mạnh                          | Nhà thờ chính tòa Thánh Nicôla Bari                | Thánh Giuse                        |
| 22  | Giáo phận Long Xuyên           | 1960      | Giuse Trần Văn Toản                              | Nhà thờ chính tòa Nữ vương Hòa Bình                | Đức Maria Mẹ Thiên Chúa            |
| 23  | Giáo phận Mỹ Tho               | 1960      | Phêrô Nguyễn Văn Khảm                            | Nhà thờ chính tòa Đức Mẹ Vô Nhiễm Nguyên Tội       | Thánh Phêrô Nguyễn Văn Lựu         |
| 24  | Giáo phận Phan Thiết           | 1975      | Giuse Đỗ Mạnh Hùng                               | Nhà thờ chính tòa Thánh Tâm Chúa Giêsu             | Đức Maria Mẹ Thiên Chúa            |
| 25  | Giáo phận Phú Cường            | 1965      | Giuse Nguyễn Tấn Tước                            | Nhà thờ chính tòa Thánh Tâm Chúa Giêsu             | Thánh Tâm Chúa Giêsu               |
| 26  | Giáo phận Vĩnh Long            | 1938      | Phêrô Huỳnh Văn Hai                              | Nhà thờ chính tòa Thánh Anna                       | Thánh Philípphê Phan Văn Minh      |
| 27  | Giáo phận Xuân Lộc             | 1965      | Gioan Đỗ Văn Ngân Đa Minh Nguyễn Tuấn Anh        | Nhà thờ chính tòa Chúa Kitô Vua                    | Thánh Giuse                        |

### Địa giới ngày nay
Nguồn: Niên giám Công giáo Việt Nam 2016.
| Stt | (Tổng) Giáo phận      | Địa giới | Diện tích |
| --- | --------------------- | --- | --------- |
| 1   | Hà Nội                | Phần lớn Tp. Hà Nội (4 giáo xứ thuộc huyện Hoài Đức), Hưng Yên (1 giáo xứ), bắc Ninh Bình, 1 phần Phú Thọ                                                           | 4.953     |
| 2   | Bắc Ninh              | Bắc Ninh, Thái Nguyên, Hải Phòng (1 giáo xứ), Hưng Yên (1 giáo xứ), bắc Phú Thọ, Hà Nội (tả ngạn sông Hồng), Lạng Sơn (Hữu Lũng), nam Tuyên Quang (tả ngạn sông Lô) | 24.600    |
| 3   | Bùi Chu               | Đông nam Ninh Bình | 1.350     |
| 4   | Hà Tĩnh               | Hà Tĩnh, bắc Quảng Trị | 14.091    |
| 5   | Hải Phòng             | Tp. Hải Phòng, Quảng Ninh | 9.079     |
| 6   | Hưng Hóa              | Phần lớn Phú Thọ, Lào Cai, Lai Châu, Điện Biên, Sơn La, Tuyên Quang (hữu ngạn Sông Lô), tây bắc Hà Nội                                                              | 58.000    |
| 7   | Lạng Sơn – Cao Bằng   | Lạng Sơn, Cao Bằng, bắc Tuyên Quang (tả ngạn Sông Lô) | 18.359    |
| 8   | Phát Diệm             | Tây nam Ninh Bình, một phần Phú Thọ | 1.787     |
| 9   | Thái Bình             | Hưng Yên | 2.221     |
| 10  | Thanh Hóa             | Thanh Hóa | 11.130    |
| 11  | Vinh                  | Nghệ An | 16.499    |
| 12  | Huế                   | Tp. Huế, nam Quảng Trị | 9.773     |
| 13  | Ban Mê Thuột          | Tây Đắk Lắk, bắc Lâm Đồng, bắc Đồng Nai | 24.474    |
| 14  | Đà Nẵng               | Tp. Đà Nẵng | 11.695    |
| 15  | Kon Tum               | Tây Quảng Ngãi, tây Gia Lai | 25.225    |
| 16  | Nha Trang             | Khánh Hòa | 9.486     |
| 17  | Qui Nhơn              | Đông Quảng Ngãi, đông Gia Lai, đông Đắk Lắk | 16.194    |
| 18  | Thành phố Hồ Chí Minh | Tây nam Thành phố Hồ Chí Minh | 2.094     |
| 19  | Bà Rịa                | Đông nam Thành phố Hồ Chí Minh | 1.989     |
| 20  | Cần Thơ               | Phần lớn Tp. Cần Thơ, Cà Mau | 14.423    |
| 21  | Đà Lạt                | Trung Lâm Đồng | 9.765     |
| 22  | Long Xuyên            | An Giang, một phần Tp. Cần Thơ | 10.256    |
| 23  | Mỹ Tho                | Phần lớn Đồng Tháp, nam Tây Ninh | 9.448     |
| 24  | Phan Thiết            | Nam Lâm Đồng | 7.813     |
| 25  | Phú Cường             | Bắc Thành phố Hồ Chí Minh, bắc Tây Ninh, tây bắc Đồng Nai | 9.543     |
| 26  | Vĩnh Long             | Vĩnh Long, nam Đồng Tháp | 6.772     |
| 27  | Xuân Lộc              | Nam Đồng Nai, một phần Thành phố Hồ Chí Minh (Dĩ An) | 6.439     |

### Số liệu tổng quát
| STT | Giáo phận/Tổng giáo phận | Giám mục giáo phận                            | Diện tích(km2) | Số giáo xứ | Số linh mục | Số giáo dân | Nguồn ước tính                                                             |
| --- | ------------------------ | --------------------------------------------- | -------------- | ---------- | ----------- | ----------- | -------------------------------------------------------------------------- |
| 01  | Hà Nội                   | Giuse Vũ Văn Thiên Giuse Vũ Công Viện         | 07.000         | 189        | 224         | 333.200     | 2023 Diện tích Lưu trữ ngày 27 tháng 9 năm 2015 tại Wayback Machine(7.000) |
| 02  | Huế                      | Giuse Đặng Đức Ngân                           | 03.793         | 92         | 143         | 64.837      | 2021                                                                       |
| 03  | Tp. Hồ Chí Minh          | Giuse Nguyễn Năng Giuse Bùi Công Trác         | 02.093         | 204        | 965         | 722.098     | T10/2024                                                                   |
| 04  | Ban Mê Thuột             | Gioan Baotixita Nguyễn Huy Bắc                | 09.453         | 118        | 217         | 465.210     | 2022                                                                       |
| 05  | Bà Rịa                   | Emmanuel Nguyễn Hồng Sơn                      | 01.988         | 87         | 228         | 285.931     | 2022                                                                       |
| 06  | Bắc Ninh                 | Giuse Đỗ Quang Khang                          | 24.600         | 90         | 129         | 149.339     | 2022                                                                       |
| 07  | Bùi Chu                  | Tôma Aquinô Vũ Đình Hiệu                      | 01.350         | 183        | 227         | 427.505     | 2022                                                                       |
| 08  | Cần Thơ                  | Phêrô Lê Tấn Lợi                              | 13.423         | 149        | 258         | 190.549     | 2023                                                                       |
| 09  | Đà Lạt                   | Đa Minh Nguyễn Văn Mạnh                       | 09.774         | 116        | 340         | 410.000     | 2021                                                                       |
| 10  | Đà Nẵng                  | Giuse Đặng Đức Ngân                           | 04.505         | 51         | 107         | 73.923      | 2021                                                                       |
| 11  | Hà Tĩnh                  | Luy Nguyễn Anh Tuấn                           | 14.091         | 121        | 132         | 284.885     | 2021                                                                       |
| 12  | Hải Phòng                | Vinh Sơn Nguyễn Văn Bản                       | 09.079         | 119        | 107         | 141.268     | 2021                                                                       |
| 13  | Hưng Hóa                 | Đa Minh Hoàng Minh Tiến                       | 55.000         | 117        | 161         | 261.119     | 2021                                                                       |
| 14  | Kon Tum                  | Aloisiô Nguyễn Hùng Vị                        | 09.743         | 136        | 199         | 368.232     | 2021                                                                       |
| 15  | Lạng Sơn và Cao Bằng     | Giuse Châu Ngọc Tri                           | 18.359         | 14         | 35          | 6.420       | 2021                                                                       |
| 16  | Long Xuyên               | Giuse Trần Văn Toản                           | 10.256         | 164        | 334         | 233.018     | 2021                                                                       |
| 17  | Mỹ Tho                   | Phêrô Nguyễn Văn Khảm                         | 09.262         | 113        | 148         | 138.102     | 2021                                                                       |
| 18  | Nha Trang                | Giuse Huỳnh Văn Sỹ                            | 03.663         | 116        | 266         | 228.600     | 2021                                                                       |
| 19  | Phan Thiết               | Giuse Đỗ Mạnh Hùng                            | 07.828         | 100        | 194         | 188.856     | 2021                                                                       |
| 20  | Phát Diệm                | Phêrô Kiều Công Tùng                          | 01.787         | 79         | 136         | 158.625     | 2021                                                                       |
| 21  | Phú Cường                | Giuse Nguyễn Tấn Tước                         | 09.543         | 112        | 182         | 165.002     | 2021                                                                       |
| 22  | Qui Nhơn                 | Mátthêu Nguyễn Văn Khôi                       | 06.254         | 59         | 133         | 77.271      | 2022                                                                       |
| 23  | Thái Bình                | Đa Minh Đặng Văn Cầu                          | 02.221         | 135        | 182         | 136.293     | 2022                                                                       |
| 24  | Thanh Hóa                | Giuse Nguyễn Đức Cường                        | 11.700         | 79         | 160         | 159.000     | 2022                                                                       |
| 25  | Vinh                     | Anphong Nguyễn Hữu Long Phêrô Nguyễn Văn Viên | 16.499         | 125        | 229         | 300.694     | 2022                                                                       |
| 26  | Vĩnh Long                | Phêrô Huỳnh Văn Hai                           | 06.772         | 215        | 253         | 213.710     | 2022                                                                       |
| 27  | Xuân Lộc                 | Gioan Đỗ Văn Ngân Đa Minh Nguyễn Tuấn Anh     | 05.964         | 277        | 651         | 1.073.179   | 2022                                                                       |